# Adam Taggart
Adam Taggartt (Perth, 2 de junio de 1993) es un futbolista australiano que juega como delantero en el Perth Glory F. C. de la A-League australiana.

## Selección nacional
Ha sido internacional con la selección de fútbol de Australia en 22 ocasiones y ha convertido siete goles.

### Participaciones en Copas del Mundo
| Mundial                        | Sede   | Resultado      |
| ------------------------------ | ------ | -------------- |
| Copa Mundial de Fútbol de 2014 | Brasil | Fase de grupos |

## Carrera
Hizo su debut en la A-League el 15 de enero de 2011 jugando por el Perth Glory en contra del Melbourne Heart, su primer gol como profesional lo anotó en la penúltima jornada de la temporada 2010/11 en la derrota de su equipo 1:2 en contra del Gold Coast United. En la temporada 2011-12 se mantuvo como tercer delantero en el equipo disputando solo cuatro encuentros.
A pesar de tener una oferta de contrato, Taggart decidió en marzo de 2012 no renovar su contrato con el Perth Glory y aceptar una oferta de los Newcastle United Jets por dos temporadas. Con el equipo de Newcastle logra mayor regularidad anotando 18 goles en 44 encuentros disputados. Al finalizar la temporada 2013/14 es elegido el Jugador Joven del Año además de lograr el premio Bota de Oro Nike de la A-League, al convertirse en el máximo anotador de la liga con 16 tantos.
Fue parte de la selección de fútbol de Australia en la Copa Mundial de la FIFA 2014, disputando los partidos contra los Países Bajos y España.
El 24 de junio de 2014 finalizada la Copa Mundial, firma un contrato de tres años con el Fulham FC de la Premier League.

### Clubes
| Club                         | País          | Año       |
| ---------------------------- | ------------- | --------- |
| Perth Glory F. C.            | Australia     | 2011-2012 |
| Newcastle United Jets F. C.  | Australia     | 2012-2014 |
| Fulham F. C.                 | Inglaterra    | 2014-2016 |
| Dundee United F. C. (cedido) | Escocia       | 2015      |
| Perth Glory F. C.            | Australia     | 2016-2018 |
| Brisbane Roar F. C.          | Australia     | 2018-2019 |
| Suwon Samsung Bluewings      | Corea del Sur | 2019-2020 |
| Cerezo Osaka                 | Japón         | 2021-2022 |
| Perth Glory F. C.            | Australia     | 2023-     |

## Palmarés

### Distinciones individuales
| Distinción                              | Año     |
| --------------------------------------- | ------- |
| Máximo goleador de la A-League          | 2013-14 |
| Jugador Joven del Año en la A-League    | 2013-14 |
| Parte del Equipo del Año en la A-League | 2013-14 |